# Kragoms fäbodvall

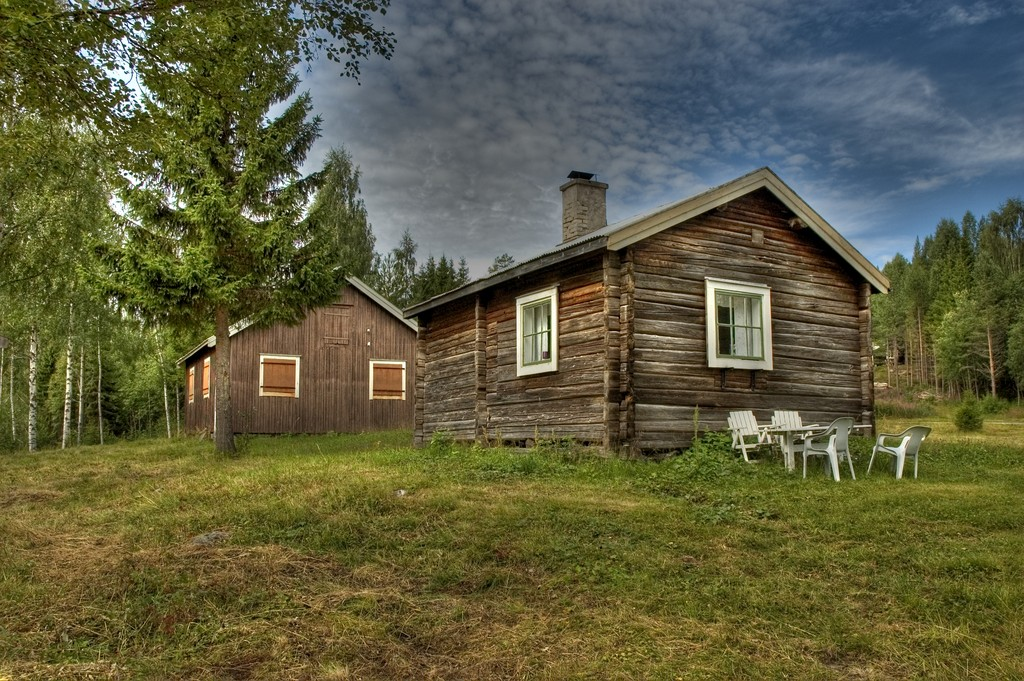
Kragoms fäbodar

Kragoms fädbodvall är en fäbodvall belägen 2 km från Furuhult, Härnösands kommun, i Ångermanland.